# Марк Дуилий (трибун 470 пр.н.е.)
Марк Дуилий I (на български: Marcus Duillius) е политик на ранната Римска република през 5 век пр.н.е. Той е народен трибун през 470 пр.н.е.

## Биография
Произлиза от фамилията Дуилии.
През 470 пр.н.е. Дуилий е народен трибун с колеги: Гай Сициний (или Гай Сикций), Спурий Ицилий, Луций Мецилий и Луций Нумиторий. С колегата си Гай Сициний и консула от предната година Апий Клавдий Крас той е в опозиция на закона Cassia agraria на Спурий Касий Вецелин. Тази година консули са Луций Валерий Поцит Публикола и Тиберий Емилий Мамерк.